# 十里望镇
十里望镇，是中华人民共和国山東省德州市禹城市下辖的一个乡镇级行政单位。

## 行政区划
十里望镇下辖以下地区：
殷曲社区、粉王社区、牛徐社区、十里望社区、宋家河套社区、王楼社区、店张社区、谷庄社区、盐官社区、韩寨社区、郭庄社区、黄桥社区、邵吴社区、站北社区、桥西社区、北马社区、郝高屯社区、庞集社区、站西社区、骇河社区、刘石张社区、尹彭社区、孙东村、前河村、大白村、小白村、南营村、田庄村、御桥村、刘桥村、后禚村、高庄村、金庄村和毛园村。